# Kristiina Sasínek Mäki
Kristiina Hannele Sasínek Mäki (* 22. September 1991 in Seinäjoki als Kristiina Mäki) ist eine tschechische Leichtathletin finnischer Herkunft, die im Mittel- und Langstreckenlauf antritt. Sie ist mit dem Mittelstreckenläufer Filip Sasínek verheiratet.

## Sportliche Laufbahn
2014 qualifizierte sich Kristiina Sasínek Mäki erstmals für ein internationales Großereignis, die Europameisterschaften in Zürich, bei denen sie über im 5000-Meter-Lauf in 15:57,13 min den 13. Platz erreichte. 2015 nahm sie an den Halleneuropameisterschaften in Prag teil und wurde dort über 3000 Meter in 9:05,95 min Zehnte. Zudem feierte sie im Sommer bei der Sommer-Universiade im südkoreanischen Gwangju in 16:03,29 min mit dem Gewinn der Goldmedaille über 5000 Meter ihren bisher größten Erfolg. Im Jahr darauf nahm sie im 1500-Meter-Lauf an den Hallenweltmeisterschaften in Portland teil, schied dort aber mit neuer Bestleistung von 4:11,28 min im Vorlauf aus. Bei den Europameisterschaften in Amsterdam belegte sie über 5000 Meter in 15:52,90 min den neunten Platz. 2017 nahm sie erneut an den Studentenweltspielen in Taipeh teil und gewann dort über 1500 Meter in 4:20,65 min die Bronzemedaille hinter der Serbin Amela Terzić und Docus Ajok aus Uganda. Zudem belegte über 5000 Meter in 15:59,87 min den sechsten Platz. Im Jahr darauf schied sie bei den Europameisterschaften in Berlin über 1500 Meter mit 4:10,35 min in der ersten Runde aus, wie auch bei den Leichtathletik-Halleneuropameisterschaften 2019 in Glasgow mit 4:17,19 min. Sie qualifizierte sich zudem erstmals für die Weltmeisterschaften in Doha, bei denen sie mit 4:17,65 min im Halbfinale ausschied. 2021 qualifizierte sie sich über die Weltrangliste über 1500 m für die Olympischen Sommerspiele in Tokio und gelangte dort überraschenderweise bis ins Finale und belegte dort in 4:11,76 min den 13. Platz. Zuvor stellte sie im Halbfinale mit 4:01,23 min einen neuen Landesrekord auf und löste damit Simona Vrzalová als Rekordhalterin ab. 
2022 erreichte sie bei den Weltmeisterschaften in Eugene das Halbfinale über 1500 Meter und schied dort mit 4:21,67 min aus, ehe sie bei den Europameisterschaften in München in 4:05,73 min den sechsten Platz belegte. Im Jahr darauf erreichte sie bei den Halleneuropameisterschaften in Istanbul das Finale über 1500 Meter, konnte dort ihr Rennen aber nicht beenden. Im Juni wurde sie bei der 1. Liga der Team-Europameisterschaft im Rahmen der Europaspiele in Chorzów in 4:12,90 min Sechste und im August schied sie bei den Weltmeisterschaften in Budapest mit 4:06,90 min in der ersten Runde aus. 2024 verpasste sie bei den Europameisterschaften in Rom mit 4:12,76 min den Finaleinzug und anschließend schied sie bei den Olympischen Sommerspielen in Paris mit 4:07,80 min in der Hoffnungsrunde aus. Im Jahr darauf verpasste sie bei den Halleneuropameisterschaften in Apeldoorn mit 4:12,60 min den Finaleinzug.
In den Jahren 2014 und 2017 sowie 2019, 2023 und 2024 wurde Mäki tschechische Meisterin im 1500-Meter-Lauf im Freien. 2013 sicherte sie sich den Titel über 5000 Meter sowie 2019 auch über 800 Meter. In der Halle wurde sie von 2013 bis 2015 und 2025 Meisterin über 1500 Meter sowie 2013, 2019 und 2022 auch im 3000-Meter-Lauf und 2022 über 800 Meter.

## Persönliche Bestleistungen
- 800 Meter: 2:02,21 min, 15. August 2018 in Stettin
  - 800 Meter (Halle): 2:07,14 min, 26. Januar 2020 in Bratislava
- 1500 Meter: 4:01,23 min, 4. August 2021 in Tokio (tschechischer Rekord)
  - 1500 Meter (Halle): 4:08,41 min, 15. Februar 2020 in Glasgow
- Meile: 4:23,38 min, 3. September 2021 in Brüssel
  - Meile (Halle): 4:32,30 min, 8. Februar 2023 in Toruń (tschechischer Rekord)
- 2000 Meter: 5:36,06 min, 14. September 2021 in Zagreb (tschechischer Rekord)
- 3000 Meter: 8:51,69 min, 21. Juni 2014 in Braunschweig (tschechischer Rekord)
  - 3000 Meter (Halle): 8:56,38 min, 14. Februar 2022 in Val-de-Reuil
- 5000 Meter: 15:31,15 min, 23. Juni 2016 in Sligo (tschechischer Rekord)